# 尾中篤
尾中 篤（おなか まこと、1952年 - ）は、日本の化学者。東京大学名誉教授。元触媒学会会長。

## 人物・経歴
1975年東京大学理学部卒業。1977年東京大学大学院理学系研究科修士課程修了。1980年東京大学大学院理学系研究科博士課程修了、理学博士、日本学術振興会特別奨励研究員。1981年名古屋大学工学部助手。1995年東京大学教養学部助教授。2005年東京大学大学院総合文化研究科教授。2016年触媒学会会長。2018年東京農業大学生命科学部分子生命化学科教授、東京大学名誉教授。

## 受賞
- 有機合成化学協会奨励賞 1989[5]
- 触媒学会奨励賞 1991[5]